# Тульский машиностроительный завод
АО «ПО Тульский машиностроительный завод им. Рябикова» (сокращённо «Туламашзавод») — предприятие российского оборонно-промышленного комплекса. Располагается в городе Туле, выпускает машиностроительную продукцию гражданского и оборонного назначения. Ведёт свою историю от чугунно-литейного завода, основанного в 1879 году.

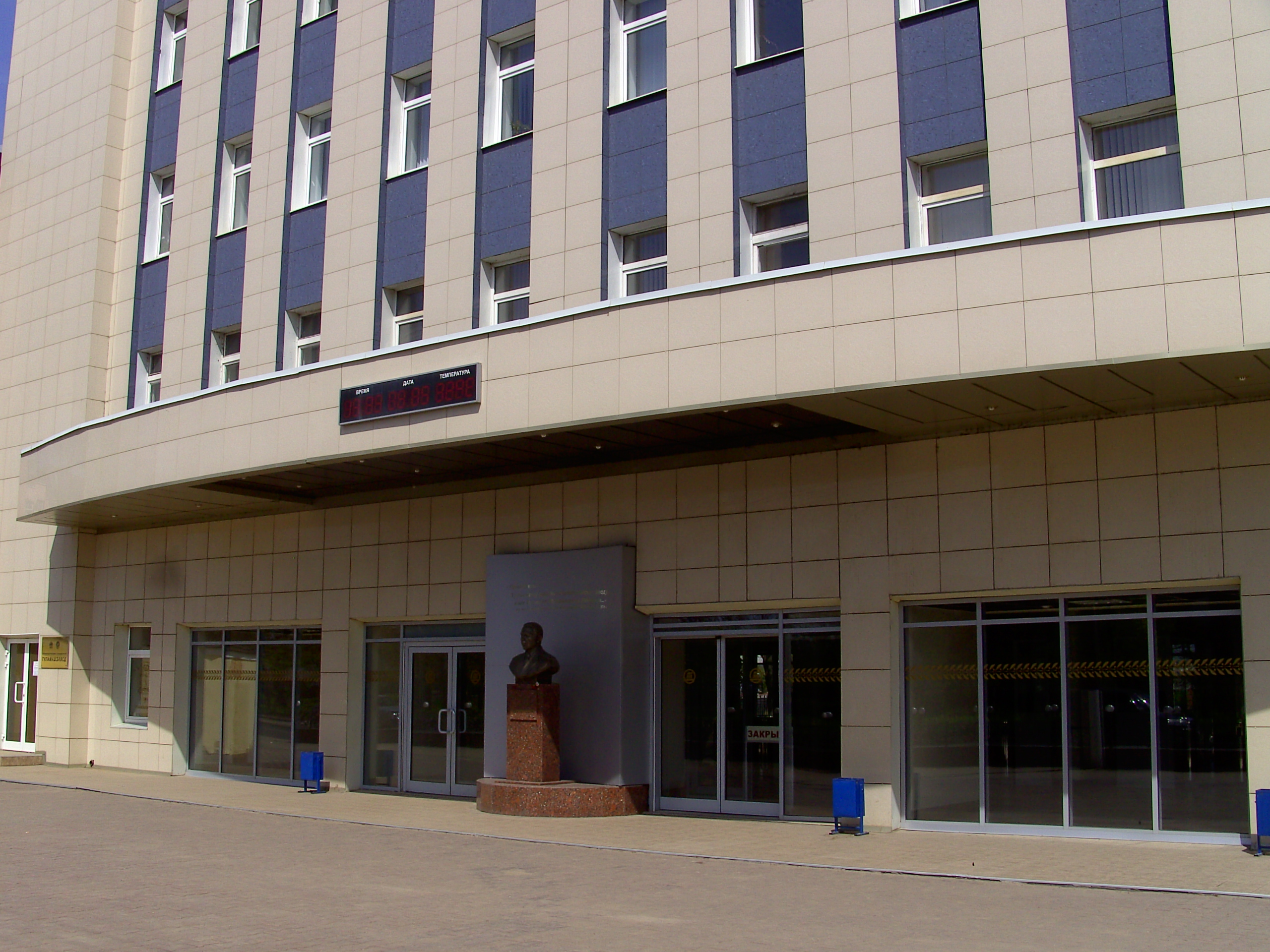
Центральная проходная

Входит в состав холдинговой компании НПО «Высокоточные комплексы» Госкорпорации «Ростех» и Холдинг «ТОР».

## История предприятия

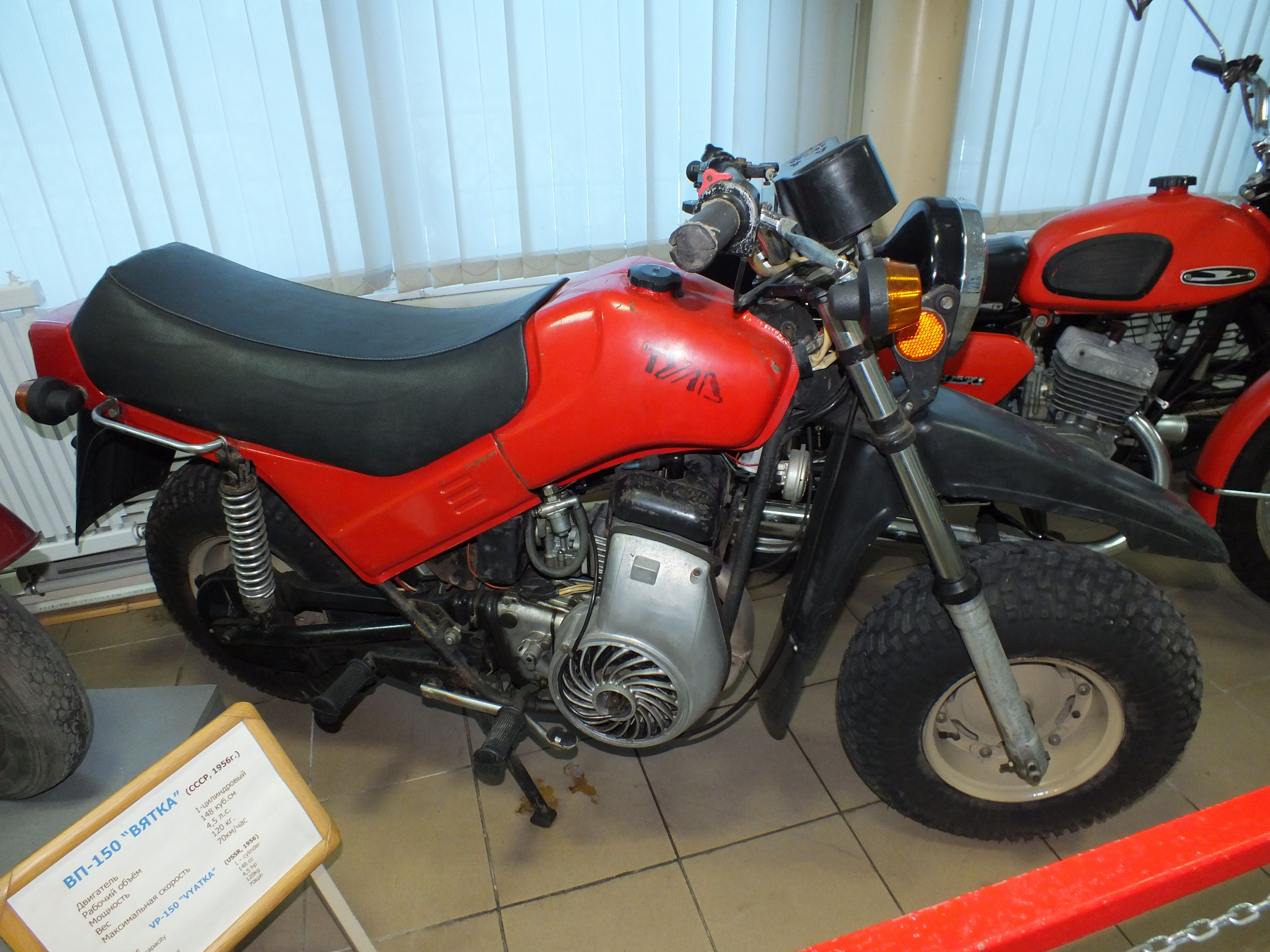
Мотоцикл «Тула» с широкопрофильными шинами

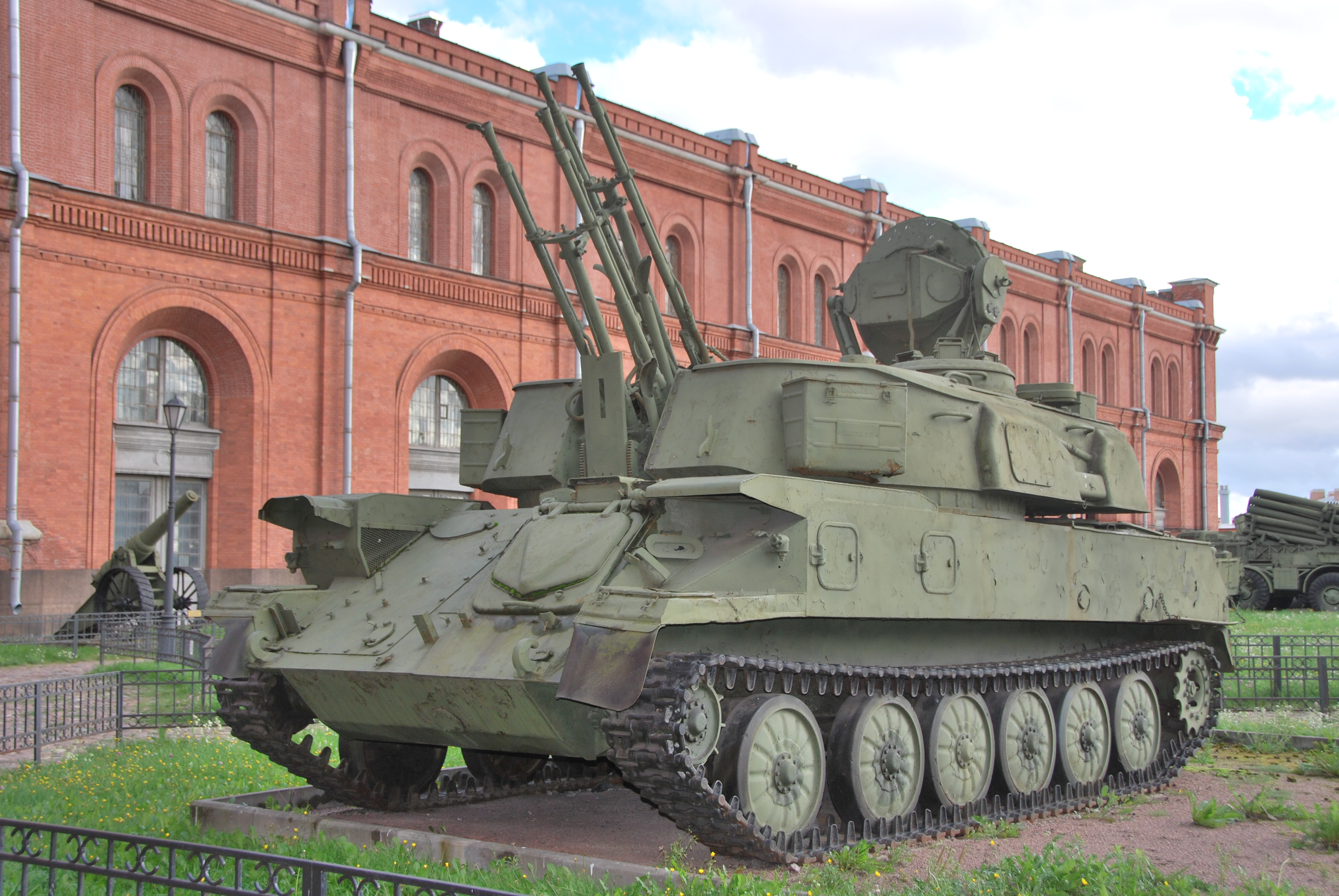
ЗСУ-23-4 «Шилка» (индекс ГРАУ — 2А6). Военно-исторический музей артиллерии, инженерных войск и войск связи, Санкт-Петербург

- 1879 год — открыт чугунно-литейный завод с целью выполнения заказов Императорского Оружейного завода. Народ прозвал завод «байцуровским», в честь основателя — капитана запаса Николая Григорьевича Дмитриева-Байцурова.
- 1880 год — запуск производственного процесса на «байцуровском» заводе.
- 1882 год — продукция «байцуровского» завода представлена на Всероссийской художественно-промышленной ярмарке в г. Москве.
- 1899 год — завод переименован в «Механический и сталелитейный завод» и перешёл в собственность бельгийского акционерного общества.
- 1907 год — собственность акционерного общества приобретена Московским торговым домом Л. В. Готье. Производственное оборудование законсервировано.
- 1912 год — «Механический и сталелитейный завод» вошёл в состав Тульского Оружейного завода.
- 1915 год — на базе производственной базы завода организованы 1-я и 2-я пулемётные и сборочно-пулемётные мастерские. Начато производство станкового пулемёта системы «Максим».
- 1931 год — налажен поточный выпуск самых высокопроизводительных в то время фрезерных станков «Дзержинец».
- 1939 год — завод получил наименование «Станкостроительный» (приказом наркома вооружения Ванникова Б. Л. с 8 июля 1939 года) и выделен как самостоятельное предприятие из состава Тульского Оружейного завода. Осваивается производство станкового пулемёта ДС-39.
- 1947 год — запущено производство глубинных насосов НТМ-3 для нефтяной промышленности и сбоечно-буровых машин СБМ-3 для угольной промышленности.
- 1953 год — освоен выпуск детских комбинированных велосипедов.
- 1956 год — завод переименован в «машиностроительный». Осваивается производство мотороллеров.
- 1957 год — выпуск первого отечественного мотороллера класса «Люкс» Т-200. Запуск в серийное производство авиационной автоматической пушки 261П (Р-23).
- 1962 год — указом Президиума Верховного Совета СССР завод награждается орденом Трудового Красного Знамени.
- 1964 год — начат серийный выпуск установок ЗСУ-23-4 «Шилка».
- 1967 год — запуск в производство морской артиллерийской установки АК-630 и зенитных автоматов АО-18. Осваивается производство грузового мотороллера «Тулица».
- 1969 год — запуск в производство грузового мотороллера «Муравей».
- 1974 год — завод получил имя Василия Михайловича Рябикова, выдающегося руководителя отрасли.
- 1984 год — указом Президиума Верховного Совета СССР завод награждается орденом Октябрьской Революции.
- 1985 год — начат выпуск мотоцикла повышенной проходимости «Тула» и грузового мотороллера «Муравей 2М».
- 1992 год — завод реорганизован в Акционерную Компанию «Туламашзавод». Налажен серийный выпуск мотокультиваторов.
- 1995 год — закрыто мотопроизводство.
- 1998 год — совместно с немецкой компанией «Lemken» организовано предприятие по производству сельскохозяйственной техники.
- 2004 год — зарегистрирована некоммерческая организация «Ассоциация Группа Туламаш».

## Продукция

### Военная продукция

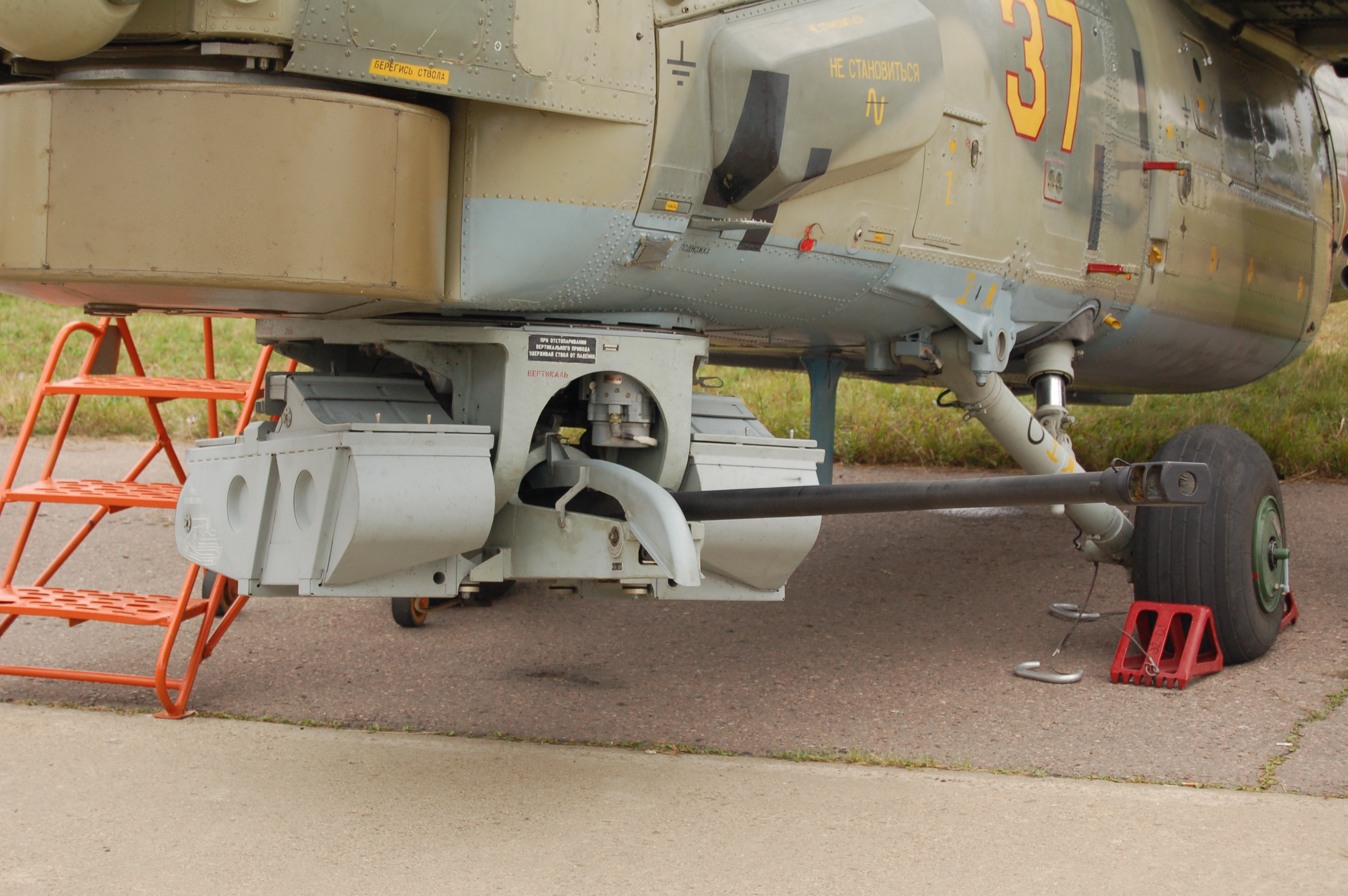
2А42, установленная в носовой турельной установке на Ми-28Н

Состоит на вооружении 20 стран мира. Некоторые образцы:
- «Кортик»/«Каштан» — зенитный ракетно-артиллерийский комплекс.
- 2А42 — 30-мм автоматическая пушка.
- 2А72 — 30-мм автоматическая пушка.
- 2А38 — 30-мм пушка.
- АК-630 — 30-мм автоматическая артиллерийская установка.
- АК-306 — 30-мм автоматическая артиллерийская установка.
- АО-18 — 30-мм шестиствольный зенитный автомат 6К30ГШ и модификации.
- Ранее также выпускались:
- АК-230 — 30-мм спаренная автоматическая установка.

### Гражданская продукция
- Грузовой мотороллер «Муравей».
- Мотороллер «Тула».
- Мотороллер «Тулица».
- Мотороллер «Турист».

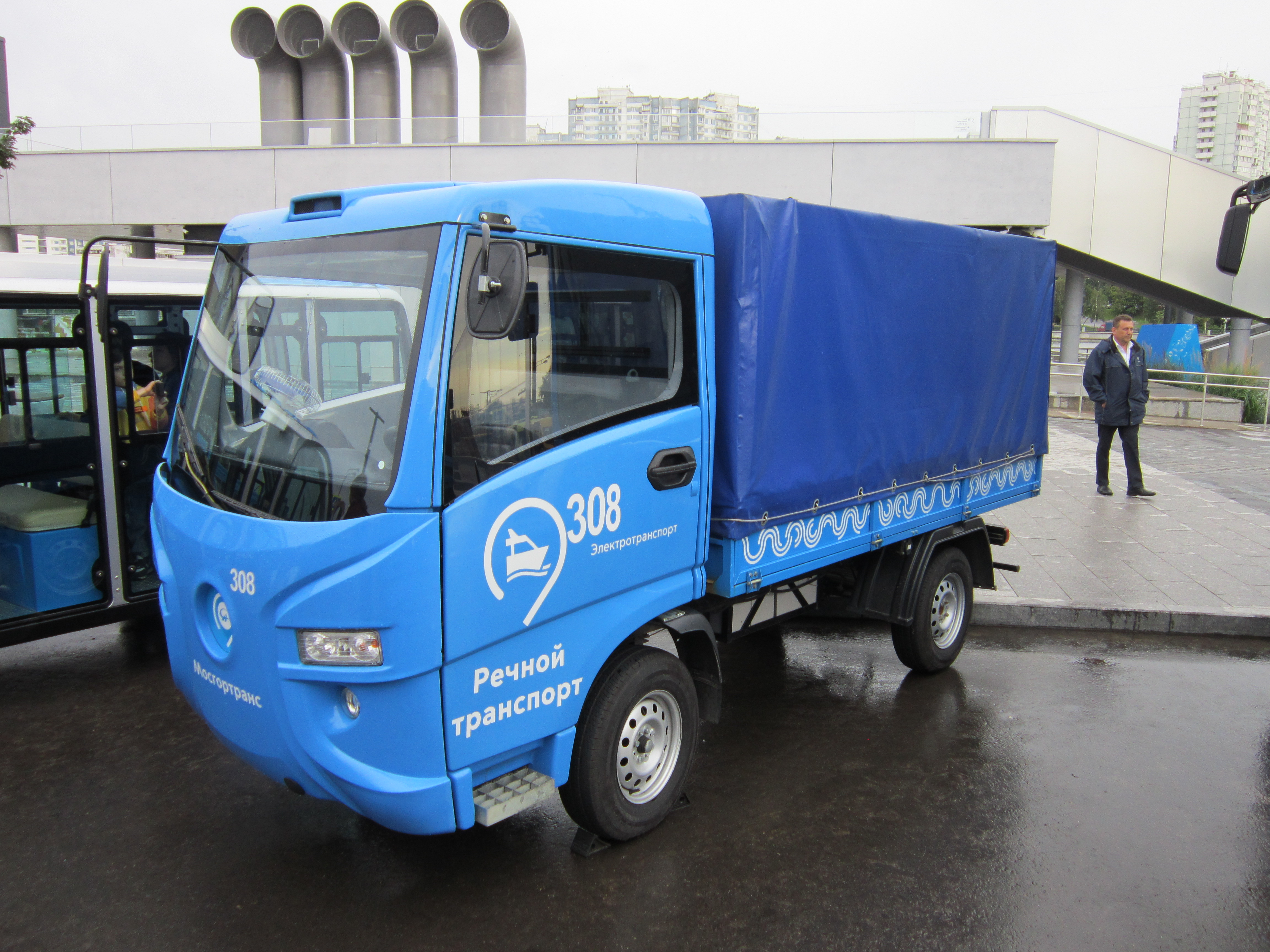
Электротележка «Муравей ВТС»

- Мотоцикл «повышенной проходимости» «Тула».
- Электротележка «Муравей ВТС».

## Санкции
23 февраля 2024 года предприятие включено в блокирующий санкционный список США против компаний оборонного сектора как «выпускающий многочисленные орудийные системы для российской бронетехники, авиации и зенитных комплексов». Ранее, 21 февраля 2024 года, завод включён в санкционный список Канады против организаций связанных с военно-промышленным комплексом.
Также, по аналогичным основаниям, завод находится под санкциями всех стран Евросоюза, Украины и Швейцарии.

## Государственные награды
- Орден Октябрьской революции — указом Президиума Верховного Совета СССР от 11.05.1984 г.
- Орден Трудового Красного Знамени — указом Президиума Верховного Совета СССР от 08.02.1962 г.